# 무나카타 삼여신
무나카타 삼여신(宗像三女神, むなかたさんじょじん)은 일본 후쿠오카현(福岡県) 무나카타시(宗像市)에 있는 무나카타 대사(宗像大社)에서 모시는 세 위(位)의 여신을 통틀어 부르는 말이다. 무나카타 신(宗像神, むなかたのかみ)이나 미치누시노무치(道主貴, みちぬしのむち)로도 불린다.
또한 대륙 및 고대 한반도와의 해상교통의 안전을 수호했던 대한해협(현해탄)의 신, 즉 고대로부터 일본 야마토 조정에 의해 숭배되었던 신들이다. 무나카타(ムナカタ)라는 이름의 한자 표기는 기(記) ・ 키(紀)에서는 胸形 ・ 胸肩 ・ 宗形 등으로 표기된다.